# Ethelurgus balearicus
Ethelurgus balearicus là một loài tò vò trong họ Ichneumonidae.